# Joshua Phoho Setipa
 (novembre 2021).
La mise en forme du texte ne suit pas les recommandations de Wikipédia : il faut le « wikifier ».
Les points d'amélioration suivants sont les cas les plus fréquents. Le détail des points à revoir est peut-être précisé sur la page de discussion.
- Les titres sont pré-formatés par le logiciel. Ils ne sont ni en capitales, ni en gras.
- Le texte ne doit pas être écrit en capitales (les noms de famille non plus), ni en gras, ni en italique, ni en « petit »…
- Le gras n'est utilisé que pour surligner le titre de l'article dans l'introduction, une seule fois.
- L'italique est rarement utilisé : mots en langue étrangère, titres d'œuvres, noms de bateaux, etc.
- Les citations ne sont pas en italique mais en corps de texte normal. Elles sont entourées par des guillemets français : « et ».
- Les listes à puces sont à éviter, des paragraphes rédigés étant largement préférés. Les tableaux sont à réserver à la présentation de données structurées (résultats, etc.).
- Les appels de note de bas de page (petits chiffres en exposant, introduits par l'outil «  Source ») sont à placer entre la fin de phrase et le point final[comme ça].
- Les liens internes (vers d'autres articles de Wikipédia) sont à choisir avec parcimonie. Créez des liens vers des articles approfondissant le sujet. Les termes génériques sans rapport avec le sujet sont à éviter, ainsi que les répétitions de liens vers un même terme.
- Les liens externes sont à placer uniquement dans une section « Liens externes », à la fin de l'article. Ces liens sont à choisir avec parcimonie suivant les règles définies. Si un lien sert de source à l'article, son insertion dans le texte est à faire par les notes de bas de page.
- La présentation des références doit suivre les conventions bibliographiques. Il est recommandé d'utiliser les modèles {{Ouvrage}}, {{Chapitre}}, {{Article}}, {{Lien web}} et/ou {{Bibliographie}}. Le mode d'édition visuel peut mettre en forme automatiquement les références.
- Insérer une infobox (cadre d'informations à droite) n'est pas obligatoire pour parachever la mise en page.

Pour une aide détaillée, merci de consulter Aide:Wikification.
Si vous pensez que ces points ont été résolus, vous pouvez retirer ce bandeau et améliorer la mise en forme d'un autre article.
 (novembre 2022).
Joshua Phoho Setipa, né le 6 avril 1969 à Leribe, est un haut-fonctionnaire lésothien. Il est le directeur général de la Banque de technologie des Nations unies pour les pays les moins avancés  depuis novembre 2018,.

## Jeunesse et études
Setipa est né le 6 avril 1969 à Leribe, au Lesotho. Il est le fils de Kabelo Kokoto Setipa (1944-1981) et de Majoshua Magdalene Setipa (1944-2018).
Il a fréquenté la Lesotho High School à Maseru, Lesotho, et a terminé ses études secondaires en 1986. En 1987, il s'inscrit à l'Université nationale du Lesotho, où il obtient en 1992 une licence en administration publique et en sciences politiques. En 1993, il a obtenu un diplôme d'études supérieures en relations internationales et en commerce de l'Université nationale australienne de Canberra. En 2003, il a obtenu une maîtrise en administration des affaires à l'Université de Bradford.

## Carrière
Setipa a rejoint le service des affaires étrangères du Lesotho en 1992 en tant que premier secrétaire. En 1994, il est affecté à l'ambassade du Lesotho à Bonn, en Allemagne, en tant que premier secrétaire chargé des relations commerciales et économiques entre le Lesotho, l'Allemagne et l'Autriche. En 1998, Setipa est affecté à Genève, en Suisse, pour établir la mission du Lesotho auprès de l'Office des Nations Unies à Genève et d'autres organisations internationales.
En 2003, il quitte le service des affaires étrangères du Lesotho et rejoint le Centre pour le commerce en Afrique australe à Gaborone, au Botswana, en tant que conseiller régional en matière de politique commerciale, en se concentrant sur la mise en œuvre du protocole commercial de la Communauté de développement de l'Afrique australe. En 2005, il a été nommé conseiller du Directeur Général de l'Organisation mondiale du commerce, Pascal Lamy basé à Genève, Suisse.
Setipa Setipa a quitté Genève en décembre 2011 pour occuper le poste de directeur général de la Lesotho National Development Corporation de janvier 2012 à mai 2014.

### Carrière politique
La carrière politique de Setipa a commencé en 2014 lorsqu'il s'est présenté au parlement en tant que candidat du Congrès du Lesotho pour la démocratie lors des élections générales de 2015 pour la circonscription de Maseru Central.

### Ministre du commerce et de l'industrie (2015-2017)
De 2015 à 2017, Setipa a occupé le poste de ministre du Commerce et de l'industrie pour le gouvernement du Lesotho.
En 2017, à la suite des élections anticipées au Lesotho, qui ont vu le gouvernement de coalition dirigé par le Premier ministre Pakalitha Mosisili perdre les élections, Setipa a rejoint la Banque mondiale à Washington DC en tant que consultant travaillant sur un projet de facilitation du commerce régional pour la Communauté économique des États de l'Afrique de l'Ouest.

### Directeur général, Banque de technologie des Nations unies pour les pays les moins avancés (2018 à ce jour)
En novembre 2018, Setipa a été annoncé comme le premier directeur général de la toute nouvelle Banque de technologie des Nations unies pour les pays les moins avancés, dont le siège se trouve à Gebze, en Turquie.

## Autres activités
- Directeur non exécutif et membre du comité d'audit et de risque de la Standard Lesotho Bank (2012-2015)
- Directeur non exécutif et membre du comité d'audit et de risque, Letseng Diamonds (2012-2015)
- Président, Lesotho Road Fund (2012-2015)
- Président du comité de l'OMC sur l'accès aux marchés (2002-2003)
- Président du Comité des obstacles techniques au commerce de l'OMC (2001-2002)
- Président du Comité des sauvegardes de l'OMC (1999-2000)

## Famille
En 1997, Setipa a épousé Khairul Naimah Setipa et ils ont deux filles et un fils.